# Bruno Martini
Bruno Martini (Nevers, 1962. január 25. – Montpellier, 2020. október 20.) francia válogatott labdarúgókapus.
A francia válogatott tagjaként részt vett az 1992-es és az 1996-os Európa-bajnokságon.

## Sikerei, díjai
Auxerre
- Francia kupa (1): 1993–94

Franciaország U21
- U21-es Európa-bajnok (1): 1988